# كروسندرة
الزُّرْهُون أو الكروسندرة (الاسم العلمي: Crossandra) هي جنس من النباتات تتبع الفصيلة الأقنتية من رتبة الشفويات.

## أنواع الكروسندرة
- كروسندرة الماساي
- كروسندرة زغباء
- كروسندرة صفراء
- كروسندرة أليفة الرمال
- كروسندرة أنغولية
- كروسندرة ثلاثية الأسنان
- كروسندرة حادة الفلقات
- كروسندرة حاملة للأكواز
- كروسندرة دغيلية
- كروسندرة رباعية الأسنان
- كروسندرة زنجفرية
- كروسندرة شبه لاساقية
- كروسندرة شعرية
- كروسندرة شوكية
- كروسندرة صخرية
- كروسندرة رفيعة السنابل
- كروسندرة طويلة السنابل
- كروسندرة طويلة الساق
- كروسندرة غرنديدية
- كروسندرة قمعية الشكل
- كروسندرة كبريتية
- كروسندرة كثيرة الأشواك
- كروسندرة لاذعة
- كروسندرة مبكرة النضج
- كروسندرة مشوكة
- كروسندرة مغطاة
- كروسندرة مؤنفة
- كروسندرة نبيلة
- كروسندرة نيلية
- كروسندرة همبيرتية